# Meditacions metafísiques
Les Meditacions Metafísiques és un dels llibres fonamentals del pensament de Descartes, filòsof i científic del segle xvii preocupat pel mètode de la ciència i publicat l'any 1641.

## Dubte Metòdic
Vegeu Dubte metòdic per ampliar
Descartes considera que al llarg de la seva vida ha considerat certes, qüestions que el temps ha demostrat falses, i per això considera que cal analitzar bé allò que es considera cert o fals.
Per això que considerarà com a fals, allò que no sigui evident que és cert. Així del primer que dubtarà serà del coneixement que li proporcionen la sensibilitat per dos motius diferents:
a) Els sentits m'han enganyat diverses vegades i no és convenient refiar-se de qui ja ens ha enganyat anteriorment.
b) Massa vegades quan crec tenir una experiència, forma part d'un somni que és totalment irreal; per tant, no em puc refiar del coneixement que em proporciona la sensibilitat.
Sembla en canvi bastant més difícil dubtar de la Matemàtica i de la Lògica, ja que aquestes no depenen de si jo estic despert o somiant, sinó que semblen completament evidents.
Però podria ser que existís un ésser que m'enganyés, un Geni Maligne que mostri com a certa la Matemàtica quan és totalment falsa. És per això que cal dubtar també de la Matemàtica i la Lògica.

## Cogito Ergo sum
Però, si existeix un Geni Maligne que m'enganya, és obvi que enganya a algú, si penso... existeixo. (Cogito ergo sum) Aquesta és la primera veritat indubtable a la que arriba Descartes. És el pilar que li permetrà construir la resta del pensament filosòfic. L'existència del Jo és indubtable, ja que es tracta d'una veritat evident.

## L'Existència de Déu
Però s'ha de tenir present que si en alguna ocasió jo trobo dins meu alguna idea que no hagi pogut sorgir de mi, hauré de concloure que existeix un altre ésser i, per tant, serà possible sortir del solipsisme (només existeixo jo). Així troba que entenc per Déu un ésser etern, perfecte, infinit, sent totalment impossible que aquesta idea hagi sorgit de mi, i, per tant he de concloure que existeix un ésser etern, perfecte, fora de mi, al qual conec sota el nom de Déu. Aquesta és la primera demostració de l'existència de Déu. Descartes en té dues més:
- Si jo m'hagués creat, m'hauria creat perfecte, i no ho sóc, per tant hi ha un altre ésser que m'ha creat.
- Déu no pot no existir, i, per tant existeix. Aquesta és una reformulació de l'Argument Ontològic de St Anselm.

Ara he de demostrar que Déu no és enganyador per desfer la Hipòtesi del Geni Maligne i poder recuperar directament la Matemàtica i la Lògica. Déu és perfecte i poderós, i poder enganyar a algú és símptoma de ser poderós, però voler enganyar a algú és símptoma de debilitat, i Déu, que és perfecte, no pot ser dèbil, i per això, Déu no enganya. Amb aquest argument hem desfet el dubte de la Matemàtica i la Lògica. Però, si Déu no és enganyador no pot permetre'm l'engany, ja sigui directe o indirecte, i, per tant, els sentits m'ofereixen també la veritat.

## Final del Procés
Ara bé, segons hem acabat afirmant, donant per bo el coneixement que tenim, semblaria impossible l'error, i, en canvi, l'error es produeix. Descartes el justifica afirmant que l'error es produeix per un error de la voluntat que fa que jo em precipiti a l'hora de considerar que conec el que encara no conec prou bé, facilitant l'error.